# El Hadjar
El Hadjar là một đô thị thuộc tỉnh Annaba, Algérie. Dân số thời điểm năm 2002 là 33.878 người.